# László Palóczy

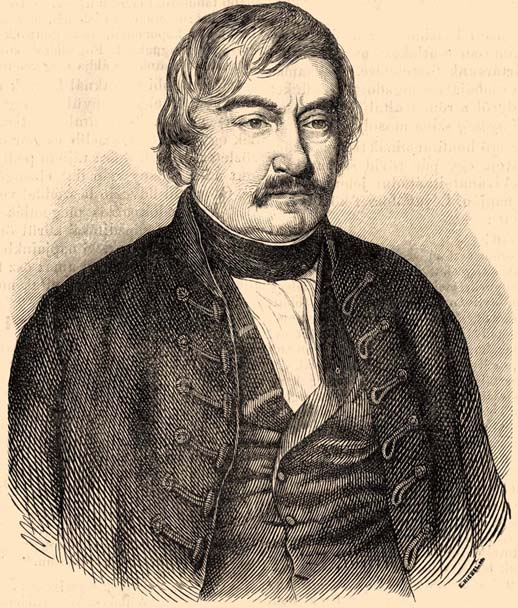
László Palóczy

László Palóczy (Miskolc, 14 oktober 1783 – Pest, 27 april 1861) was een Hongaars politicus, die in 1849 de functie van waarnemend voorzitter van het Huis van Afgevaardigden uitoefende als oudste lid van het Huis van Afgevaardigden.
Hij werd tot de dood veroordeeld na de overgave bij Világos in 1849, de beslissende capitulatie die een einde bracht aan de Hongaarse Revolutie van 1848, maar de straf werd omgezet in levenslange gevangenisstraf. Na zijn vrijlating verhuisde hij terug naar Miskolc. Hij werd opnieuw lid van de Hongaarse Landdag toen deze werd heropend in 1861, maar stierf nog hetzelfde jaar. In Miskolc werd een straat naar hem vernoemd.